# Samostan Matejče
Samostan Presvete Matere Božje (srbsko Манастир Пресвете Богородице, makedonsko Жеглиговски манастир), splošno znan kot Matejče (Матејче) ali Matejić (Матејић), je pravoslavni samostan iz 14. stoletja v vasi Matejče na pobočju Skopske Crne Gore, blizu Skopja in Kumanova. V vasi živi 89 % muslimanskih Albancev in 10 % pravoslavnih Srbov (popis 2002).
Samostan je bil zgrajen v 14. stoletju na ruševinah starejše bizantinske grške cerkve, zgrajene v letih 1057–59, o čemer pričajo ohranjeni grški napisi. Prvič je omenjena leta 1300 v krizobuli srbskega kralja Štefana Milutina (vladal 1282–1321). Sredi 14. stoletja je srbski cesar Štefan Dušan (vladal 1331–55) pričel z obnovo samostana, ki jo je leta 1357 končal njegov sin Štefan Uroš V. (s tem postal njegova zadužbina). Na najdišču so bili najdeni kovanci Uroša V. V samostanu sta živela srbski skladatelj duhovne glasbe s konca 15. stoletja Izaija Srbin in pisar, zgodovinar in teolog Vladislav Gramatik. V 18. stoletju so Osmani odstranili streho in jo postavili na Eski mošejo v Kumanovu, nato pa je propadla.
V letih 1926–34 je bil samostan rekonstruiran, med tem so prvotno cerkev odstranili iz notranjosti. Po drugi svetovni vojni so bila v letih 1953 in 1960 na samostanski cerkvi ponovno izvedena konservatorsko-restavratorska dela.
Samostansko cerkev so leta 2001 uničili albanski teroristi, ki so jo med kratkim uporom uporabljali kot oporišče in skladišče streliva v času upora v Republiki Makedoniji (2001). Srbski patriarh Pavle je izdal izjavo ZN glede uničenja srbskih samostanov na Kosovu in grožnje uničenja samostanov v Makedoniji. Zunanjost cerkve ni bila poškodovana, freske v njeni notranjosti so bile vandalizirane in dodatno uničene, inventar pa je bil ukraden ali požgan. Na ta način so albanski teroristi poskušali izkoristiti svetost in ugled samostana kot ščit pred delovanjem varnostnih sil Republike Makedonije.
Med spopadom so bili v okolici prisilno izgnani etnični srbski in makedonski prebivalci, katerih hiše so bile požgane in se nikoli niso uspeli vrniti na svoje domove.

## Opis cerkve
Samostanska cerkev je zasnovana v tlorisu grškega križa (tako kot tudi Markov samostan pri vasi Markova Sušica blizu Skopja in samostan Banja v Priboju). Kupola nosi isto tehniko eksonarteksa kot Hilandar. Poslikana je bila v letih 1356–57.
Samostanska cerkev v Matejču ima tloris grškega križa s petimi kupolami, s štirimi manjšimi v vogalih in veliko v sredini, ki je s svojo dvanajststranskostjo edini primer znotraj t.i. Vardarske slogovne skupine. Dolga je 23,5 m in sodi med večje stavbe, njeno podolgovato podlago pa poleg štirih glavnih stebrov podpirata še dva stebra na vzhodnem in zahodnem delu cerkve. Dva dodatna stebra na zahodu z dvema spodnjima ločujeta osrednji del cerkve in tvorita narteks z glavnim vhodom.
Sama cerkev je bila zgrajena tako, da je njen osrednji del najsvetlejši med vardarskimi stavbami. Freske v samostanski cerkvi sodijo med poslikave prve polovice 14. stoletja in so nastale takoj po Dušanovi smrti. Zanje je značilen visok realizem z zanimivo barvno lestvico in večjo živahnostjo, kot jo običajno najdemo na freskah, pa tudi dramatična upodobitev takratnega življenja.
Poleg glavnega vhoda na zahodu je imela cerkev še dva stranska vhoda na severu in jugu, ki sta bila kasneje zazidana. Ob straneh, nad vratnim prostorom, so okna v dveh vrstah, na zahodnem krilu, nad narteksom, pa je okulus. Zgrajena je iz navadnega klesanega kamna in na zunanji strani ni posebnega olepševanja fasade ali poslikave z opeko, ki bi jo lahko zasledili pri drugih spomenikih. Vendar so kupole zidane, sama cerkvena apsida pa je okrašena z nišami.

## Prvotna cerkev
Prvotno je na mestu samostanske cerkve stala cerkvica, okoli katere se je verjetno sčasoma razvil samostan in okoli katere je bila zgrajena, najverjetneje v 13. stoletju, samostanska cerkev, ki se je ohranila do danes. Poleg tega primera so takšni primeri za gradnjo nove večje cerkve okoli prvotne manjše v Armeniji v Mcheti.
Prvotna cerkev je bila majhna enoladijska zgradba, katere severozahodni vogal je bil spremenjen v severovzhodni osrednji steber nove cerkve. Imela je pravokotno osnovo s sploščenim jugozahodnim vrhom, iz katerega se je odpirala polkrožna apsida z oknom na sredini. Prvotna cerkev je po svoji površini zavzemala približno 1/3 površine glavnega prostora sedanje cerkve med osrednjo kupolo in oltarno apsido.
Kdaj je bila prvotna cerkev zgrajena, ni znano, vendar jo na podlagi najstarejših grških napisov iz časa Izaka Komnena lahko umestimo v prvo polovico 11. stoletja, čeprav je najstarejša omemba samostana v kristozomi kralja Milutina iz leta 1300.

## Gallery
- Oskrunjena freska
- Oskrunjena freska
- Kristus se pogovarja z Jeruzalemskimi ženskami
- Molitev pred palicami snubcev, Devica, zaupana Jožefu, Marijino oznanjenje
- Priprava križa
- sv. Peter in Pavel pridigata v Rimu
- Križanje
- Cikel Apostolskih del - Sveti Peter pridiga v Jeruzalemu
- Cikel ekumenskih koncilov - Svet carja Štefana
- V kontakion
- VI oikos